# Карпов, Юрий Александрович
Ю́рий Алекса́ндрович Ка́рпов (1 марта 1937 — 14 июля 2021) — советский и российский химик-технолог, академик РАН (2016).

## Биография
Родился 1 марта 1937 года в г. Гомель БССР.
В 1959 году окончил Московский институт стали и до 1962 года работал в ИМЕТ имени А. А. Байкова АН СССР.
С 1962 года работал в Государственном научно-исследовательском и проектном институте редкометаллической промышленности (Гиредмет), занимая должности руководителя группы, заведующего отделом, заместителя директора по науке и качеству, руководителя отделения, эксперта.
В 1967 году защитил диссертацию на соискание ученой степени кандидата химических наук.
В 1974 году защитил диссертацию на соискание ученой степени доктора химических наук.
В 1975 году было присвоено учёное звание профессора по специальности «аналитическая химия».
В 1990 году избран членом-корреспондентом АН СССР.
В 2016 году избран академиком РАН.
В 2016 году избран главным научным сотрудником ИОНХ РАН, по совместительству — эксперт Гиредмет.
Похоронен на Ваганьковском кладбище (участок 60).

## Научная деятельность
Специалист в области химии и технологии неорганических материалов.
Вёл исследования в области металлургии и диагностики редких и драгоценных металлов, высокочистых веществ и полупроводниковых материалов. Разработал теоретические основы высокотемпературной вакуумной экстракции и новые высокочувствительные методы определения газообразующих элементов в высокочистых редких металлах.
Предложил ряд новых комбинированных методов, сочетающих реакционную газовую экстракцию газообразующих примесей с ядерно-физическими методами анализа. Выполнил цикл работ по созданию новых методов химического анализа высокочистых веществ и материалов, которые затем были внедрены на промышленных предприятиях.
Разрабатывал технологии переработки вторичного сырья на основе его сертификации. Под его руководством создана российская система сертификации неорганических материалов по химическому составу.
Главный научный сотрудник лаборатории «Разделение и концентрирование в химической диагностике функциональных материалов и объектов окружающей среды» в НИТУ «МИСиС».
Им опубликовано свыше 500 научных работ, в том числе учебников, монографий, получены патенты на изобретения.
Под его руководством защищено 4 докторские и более 20 кандидатских диссертации.

### Участие в научных организациях
- заместитель председателя Научного совета по аналитической химии РАН и Научного совета по химии высокочистых веществ
- член Международного Комитета по единству измерений в аналитической химии (CITAC) (с 2002 года)
- президент ассоциации аналитических лабораторий «Аналитика» (с 1990 года)
- главный редактор журнала «Заводская лаборатория. Диагностика материалов» (с 2007 года), член редколлегий журналов «Химическая технология» и «Журнал аналитической химии»

## Избранные труды
- Карпов Ю. А. Анализ высокочистых неорганических веществ / Сер. «Химия», № 10. М.: Знание, 1988, − 32 с.
- Карпов Ю. А., Исаев Л. К., Лахов В. М., Панева В. И., Болдырев И. В. Российская система аккредитации аналитических лабораторий. Заводская лаборатория, 1994. № 11. С. 1-4.
- Карпов Ю. А., Ширяева О. А., Алексеева Т. Ю. в монографии «Аналитическая химия металлов платиновой группы», М.: УРСС, 2003 г. Главы 18, 19.
- Девятых Г. Г., Карпов Ю. А., Осипова Л. И. Выставка — коллекция веществ особой чистоты. — М.: Наука, 2003. — 236 с.
- Карпов Ю. А., Савостин А. П., Сальников В. Д. Аналитический контроль в металлургическом производстве, М.: Академкнига, 2006. 352 с.

## Награды
- Заслуженный деятель науки и техники РСФСР (1987)[3]
- Орден Дружбы народов (1987)[4]
- Орден Почёта (2003)[4]
- Премия Правительства Российской Федерации (2001)[4]